# Nidzica (rzeka)
Nidzica (lub Niedzica, w wieku XIX nazywana także Skalbmierką) – rzeka w południowej Polsce, lewy dopływ górnej Wisły. Długość rzeki wynosi 62,9 km, a powierzchnia dorzecza 708 km².
Nidzica rozpoczyna swój bieg na Wyżynie Miechowskiej. Źródło znajduje się w Rogowie na północ od Miechowa, na wysokości ok. 280 m n.p.m. Pierwsze kilka kilometrów rzeka płynie szeroką doliną, po czym skręca na południe i na odcinku Książ Wielki – Giebułtów przełamuje się przez obszar zbudowany z margli kredowych. Następnie wraca do kierunku południowo-wschodniego. Dolina rzeki jest bezleśna, pokryta łąkami. W dolinie na tym odcinku znajdują się też dwa większe kompleksy stawów.
Nidzica przepływa następnie przez Płaskowyż Proszowicki, gdzie jej dolina rozszerza się do 2–2,5 km. Tuż przed ujściem rzeka wpływa w obręb Niziny Nadwiślańskiej, a jej dolina ponownie silnie się zwęża.
Średni spadek doliny rzeki w górnym biegu wynosi 3,0‰, a w dolnym 1,6‰. Ujście Nidzicy znajduje się w Piotrowicach, na wysokości ok. 180 m n.p.m..
Wody Nidzicy w dolnym biegu są silnie zanieczyszczone.

## Główne miejscowości
Do głównych miejscowości  położonych nad Nidzicą należą:
- Książ Wielki
- Działoszyce
- Skalbmierz
- Cudzynowice
- Kazimierza Wielka
- Kazimierza Mała
- Bejsce
- Piotrowice

## Ważniejsze dopływy
- L Sancygniówka
- L Stradówka
- P Kalinka
- P Małoszówka
- P Jawornik